# Joseph Van den Kerckhove
Pour les articles homonymes, voir Kerckhove.
Joseph Van den Kerckhove ou Jozef van den Kerckhove, né le 4 mai 1667 à Bruges où il est mort le 8 août 1724, est un peintre des Pays-Bas méridionaux.
Il est le directeur et fondateur de l'Academie voor Schone Kunsten Brugge (nl).

## Biographie

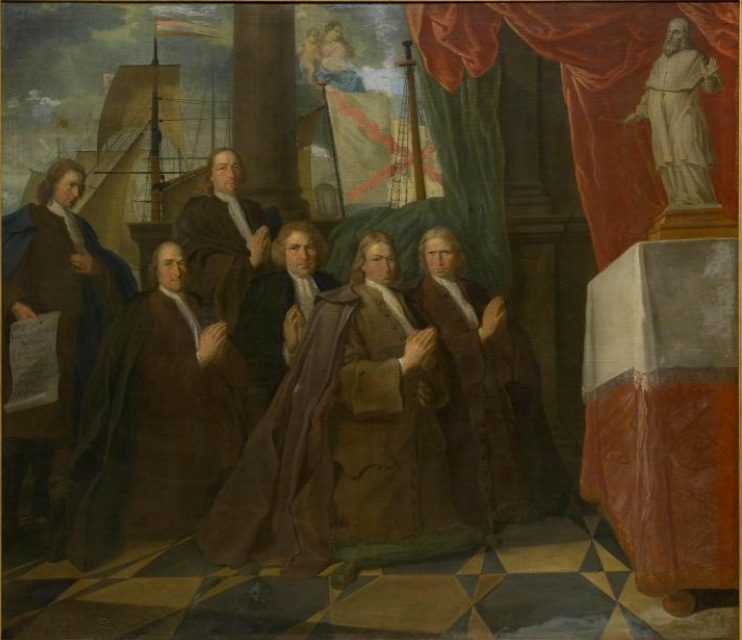
Joseph van den Kerckhove, Sixmembres de la guilde des Marins de Bruges devant leur patron Saint Clément

Fils de Pierre van den Kerckhove et de Marie de Nie, il étudie le dessin à Anvers et suit également des cours à l'académie des beaux-arts de Paris.
Il revient à Bruges en 1695 et se fait un nom comme peintre de portraits et de scènes historiques.
En 1717, il est l'un des quatre peintres qui prennent l'initiative de fonder à Bruges une académie d'art, distincte de la corporation des métiers des peintres. L'initiative est soutenue par le conseil municipal, qui met à disposition des locaux dans le Poortersloge (nl) pour la nouvelle école.
Vanden Kerckhove devient le premier directeur de l'académie, mais il meurt en 1724.